# Леливр, Жереми
Жереми Леливр (фр. Jérémy Lelièvre; род. 8 февраля 1991, Эврё) — французский легкоатлет, специалист по многоборьям. Выступает за сборную Франции по лёгкой атлетике с 2009 года, победитель Кубка Европы в командном зачёте, чемпион и призёр первенств национального значения, участник ряда крупных международных стартов.

## Биография
Жереми Леливр родился 8 февраля 1991 года в городе Эврё департамента Эр.
Дебютировал в лёгкой атлетике на международном уровне в сезоне 2009 года, когда вошёл в состав французской национальной сборной и выступил на юниорском европейском первенстве в Нови-Саде, однако досрочно завершил здесь выступление и не показал никакого результата.
В 2010 году в десятиборье стал седьмым на юниорском мировом первенстве в Монктоне.
В 2011 году занял 14-е место на молодёжном европейском первенстве в Остраве, взял бронзу на взрослом чемпионате Франции в Альби.
В 2012 году стал бронзовым призёром в семиборье на зимнем чемпионате Франции в Обьере.
На зимнем чемпионате Франции 2013 года в Обьере превзошёл всех своих соперников в программе семиборья и завоевал золотую медаль. На последовавшем чемпионате Европы в помещении в Гётеборге занял в той же дисциплине 12-е место. Летом на Кубке Европы по легкоатлетическим многоборьям в Таллине стал седьмым в личном зачёте и помог своим соотечественникам выиграть общий командный зачёт, тогда как на молодёжном чемпионате Европы в Тампере показал в десятиборье шестой результат.
В 2014 году на Кубке Европы в Торуне был девятым в личном зачёте и получил бронзу командного зачёта.
Будучи студентом, в 2015 году представлял страну на летней Универсиаде в Кванджу — набрал в сумме всех дисциплин десятиборья 7593 очка, расположившись в итоговом протоколе соревнований на четвёртой строке.
В 2016 году выиграл зимний чемпионат Франции в Обьере, стал восьмым на чемпионате мира в помещении в Портленде. В десятиборье взял бронзу на летнем чемпионате Франции в Анже.
В 2017 году победил на чемпионате Франции в Марселе, стал бронзовым призёром на командном чемпионате Европы в Таллине, занял седьмое место на Универсиаде в Тайбэе.
На зимнем чемпионате Франции 2019 года в Мирамасе получил в семиборье бронзовую награду.